# Аристон Хиосский
Аристон Хиосский (др.-греч. Ἀρίστων ὁ Χίος; 1-я половина III в. до н. э.) — древнегреческий философ-стоик, ученик Зенона Китийского. Философские воззрения Аристона близки к философии ранних киников. Он отвергнул логические и физические аспекты философии Зенона и акцентировал внимание на этике. Для Аристона этика — единственно истинная ветвь философии, из которой он удалил её практическую часть. Согласно Аристону Хиосскому высшей праведностью является жизнь в согласии с природой, он учил стремиться к добродетели, избегать пороков и быть абсолютно безразличным ко всему иному: «конечная цель – в том, чтобы жить в безразличии ко всему, что лежит между добродетелью и пороком, и не допускать в отношении к этим вещам ни малейшей разницы: все должно быть одинаково».

Аристона рассматривают как обособленного философа в истории стоицизма. Эратосфен называл Аристона и Аркесилая величайшими философами его времени. Хрисипп сильно критиковал. Вместе с тем, наследие Аристона до сих пор даёт плодотворную почву для размышлений как сторонникам, так и оппонентам стоицизма. Его не следует путать с перипатетиком Аристоном с Кеоса.